# Max Sandritter

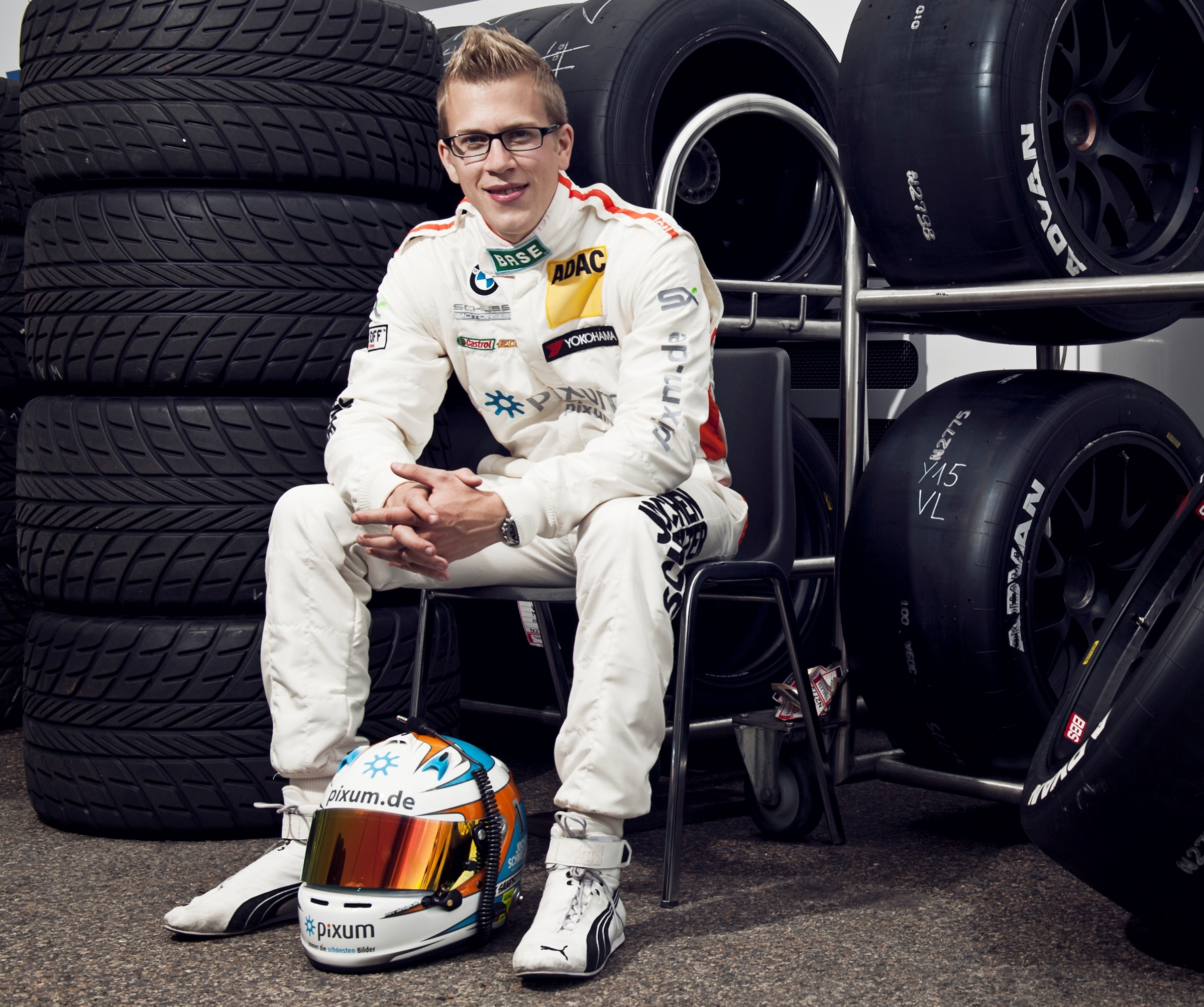
Max Sandritter (2013)

Maximilian „Max“ Sandritter (* 24. Februar 1989 in München) ist ein deutscher Automobilrennfahrer. Er startete von 2012 bis 2014 in der ADAC GT Masters.

## Karriere
Sandritter bekam von seinem Vater zum 18. Geburtstag eine Testfahrt in einem Rennauto geschenkt. Da er dabei überzeugte, begann er seine Motorsportkarriere 2008 im Tourenwagensport. Er fuhr im ADAC Volkswagen Polo Cup und schloss seine Debütsaison als bester Neuling auf dem achten Platz ab. 2009 blieb Sandritter in dieser Meisterschaft. Er gewann vier von neun Rennen und stand insgesamt sechsmal auf dem Podium. In der Fahrerwertung verbesserte er sich auf den zweiten Platz. 2010 wechselte Sandritter in den deutschen Seat Leon Supercopa. Mit einer Podest-Platzierung beendete er die Saison auf dem elften Gesamtrang. 2011 startete Sandritter ein weiteres Jahr im deutschen Seat Leon Supercopa. Er erzielte drei Podest-Platzierungen und erreichte den achten Gesamtrang. 2010 und 2011 gehörte er zum Förderkader der Deutsche Post Speed Academy.
2012 wechselte Sandritter in den GT-Sport und erhielt in der ADAC GT Masters ein Cockpit bei Yako Racing. Sandritter blieb ohne Punkte und ein 18. Platz war sein bestes Einzelergebnis. Darüber hinaus war er zu zwei Rennen der FIA-GT3-Europameisterschaft gemeldet, ging jedoch nicht an den Start, da das Einsatzfahrzeug im Training einen technischen Defekt erlitten hatte. 2013 bestritt Sandritter seine zweite Saison in der ADAC GT Masters für das Pixum Team Schubert. Er teilte sich das Auto mit Jörg Müller, der bei einer Veranstaltung durch Jens Klingmann vertreten wurde. Zusammen mit Klingmann gewann Sandritter ein Rennen auf dem Sachsenring. Mit zwei weiteren Podest-Platzierungen wurde er 13. in der Fahrerwertung. 2014 bildeten Sandritter und Klingmann durchgängig ein Fahrerduo. Ein zweiter Platz auf dem Slovakiaring war das beste Resultat der beiden. Gemeinsam mit Klingmann lag er am Saisonende auf dem neunten Rang. Darüber hinaus nahm Sandritter 2013 und 2014 an Rennen der VLN Langstreckenmeisterschaft Nürburgring teil.

## Persönliches
Sandritter ist ein Sohn des Unternehmers Jochen Schweizer. Er hat eine Ausbildung zum Kfz-Mechatroniker abgeschlossen und besitzt eine Helikopter-Berufspilotenlizenz.

## Karrierestationen
| - 2008: ADAC Volkswagen Polo Cup (Platz 8) - 2009: ADAC Volkswagen Polo Cup (Platz 2) - 2010: Deutscher Seat Leon Supercopa (Platz 11) | - 2011: Deutscher Seat Leon Supercopa (Platz 8) - 2012: ADAC GT Masters - 2012: FIA-GT3-EM | - 2013: ADAC GT Masters (Platz 13) - 2014: ADAC GT Masters (Platz 9) |